# 切斯特鎮區 (密西根州伊頓縣)
切斯特鎮區（英語：Chester Township）是位於美國密西根州伊頓縣的一個行政鎮區。

## 地方資料
切斯特鎮區的面積為93.60平方千米，當中陸地面積為93.60平方千米，而水域面積為0.00平方千米。根據2020年美國人口普查的數據，當地共有人口1769人，而人口密度為每平方千米18.9人。